# Nam Điền, Thạch Hà
Nam Điền là một xã thuộc huyện Thạch Hà, tỉnh Hà Tĩnh, Việt Nam.

## Địa lý
Xã Nam Điền nằm ở phía nam huyện Thạch Hà, có vị trí địa lý:
- Phía đông giáp huyện Cẩm Xuyên
- Phía tây giáp huyện Hương Khê
- Phía nam giáp huyện Cẩm Xuyên và huyện Hương Khê
- Phía bắc giáp xã Tân Lâm Hương và xã Thạch Xuân.

Xã Nam Điền có diện tích 47,18 km², dân số năm 2018 là 7.221 người, mật độ dân số đạt 153 người/km².

## Lịch sử
Địa bàn xã Nam Điền hiện nay trước đây vốn là hai xã Nam Hương và Thạch Điền thuộc huyện Thạch Hà.
Xã Nam Hương được thành lập vào ngày 9 tháng 11 năm 1983 trên cơ sở tách một phần diện tích và dân số của xã Thạch Hương.
Trước khi sáp nhập, xã Nam Hương có diện tích 21,05 km², dân số là 1.959 người, mật độ dân số đạt 93 người/km², có 8 thôn: Vòng, Lâm Hưng, Tân Hòa, Hòa Bình, Tiên Yên, Yên Thượng, Việt Hương, Tây Hương. Xã Thạch Điền có diện tích 26,13 km², dân số là 5.262 người, mật độ dân số đạt 201 người/km².
Ngày 21 tháng 11 năm 2019, Ủy ban Thường vụ Quốc hội ban hành Nghị quyết số 819/NQ-UBTVQH14 về việc sắp xếp các đơn vị hành chính cấp xã thuộc tỉnh Hà Tĩnh (nghị quyết có hiệu lực từ ngày 1 tháng 1 năm 2020). Theo đó, sáp nhập toàn bộ diện tích và dân số của hai xã Nam Hương và Thạch Điền thành xã Nam Điền.